# (2229) Mezzarco
(2229) Mezzarco (1977 RO) – planetoida z pasa głównego asteroid okrążająca Słońce w ciągu 4,42 lat w średniej odległości 2,69 au. Odkryta 7 września 1977 roku.